# Pristomyrmex castaneicolor
Pristomyrmex castaneicolor é uma espécie de formiga do gênero Pristomyrmex, pertencente à subfamília Myrmicinae.